# Cat Whitehill
Catherine "Cat" Reddick Whitehill, född den 10 februari 1982 i Richmond, Virginia, är en amerikansk fotbollsspelare. Vid fotbollsturneringen under OS 2004 i Aten deltog hon i det amerikanska lag som tog guld. 